# Styloteleia rufescens
Styloteleia rufescens är en stekelart som beskrevs av Jean-Jacques Kieffer 1916. Styloteleia rufescens ingår i släktet Styloteleia och familjen Scelionidae. Inga underarter finns listade i Catalogue of Life.